# Sukiyaki
El sukiyaki (すき焼き / 鋤焼) és un plat japonès, de vegades anomenat fondue japonesa. És un nabemono, una mena de fondue (o ragoût), semblant al shabu-shabu. Es fa coure el bou i les verdures crues, regades d'una salsa warishita, composta de mirin, sake, salsa de soia i sucre.

## Ingredients
Es talla la carn de bou molt fina, aproximadament de 2 mm. S'hi poden afegir altres ingredients com bolets xiitake o flammulina, shungiku (fulles de crisantem), fideus shirataki de konjac, col xinesa o tofu.

## Preparació
Una olla especial de ferro colat, anomenada sukiyaki-nabe, es posa al centre de la taula amb la salsa warishita. Cadascú fa coure els aliments de la seva tria a l'olla, després els remulla en un petit recipient individual on s'ha batut un ou. El sukiyaki és molt apreciat pels japonesos, és un plat familiar molt gustós.